# شالا (أسطورة)

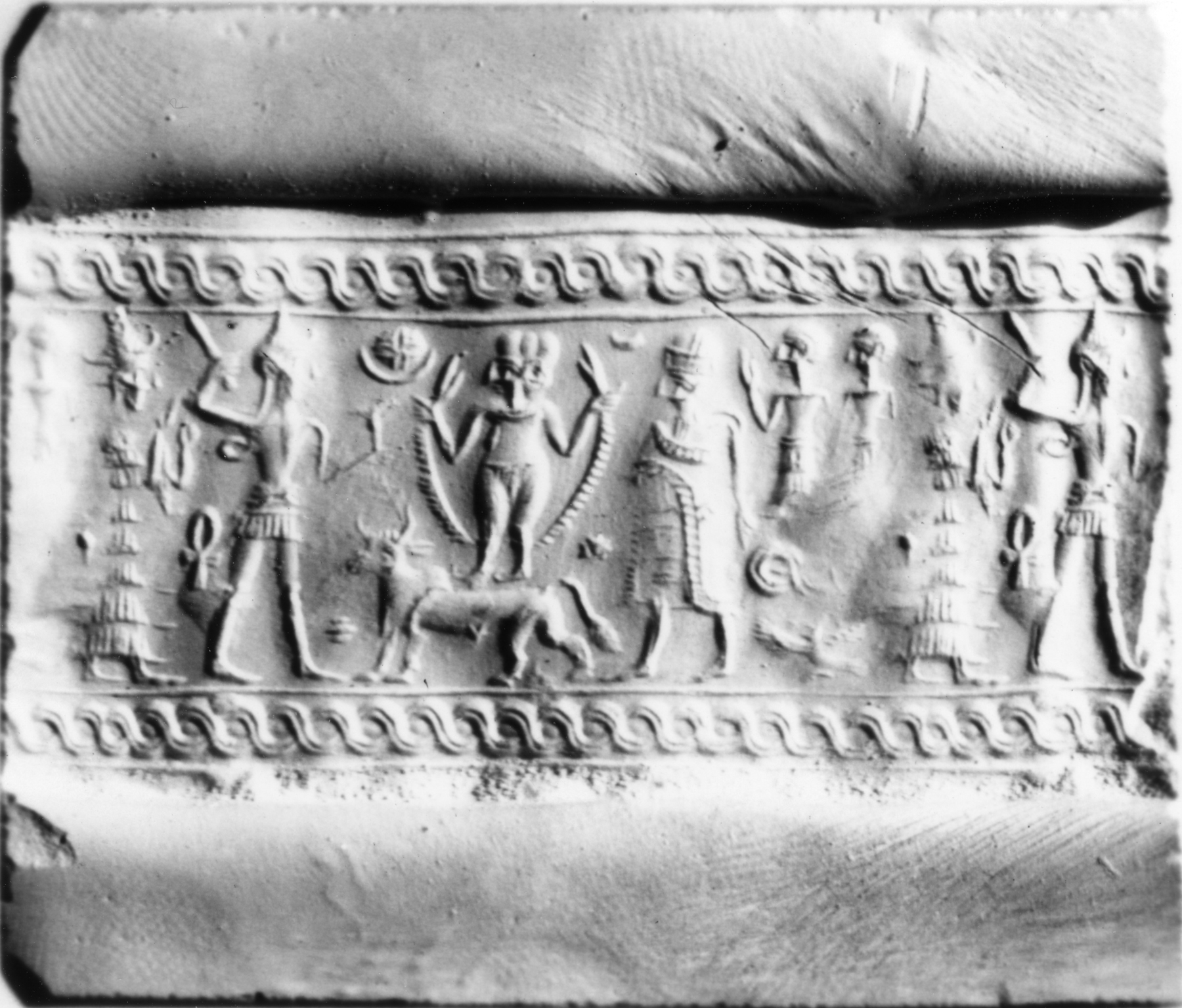
ختم اسطواني مع المصلين أمام آلهة والترز

شالا هي إلهة الحبوب والزراعة والمشاعر والعطف والطيبة في الميثولوجيا السومرية. كانت تعتبر الهة المشاعر والعطف واللطف حسب الميثولوجيا السومرية بسبب عطفها على المزارعين ومساعدتهم في زراعة وحصاد الحبوب. عرفت في بعض المصادر بكونها زوجة الإله داجون، وفي مصادر أخرى ذكرت انها زوجة إله العواصف إشكور، وهذه المصادر أشارت انها هي وإشكور والدي إله النار جيبيل. كان يتم تصويرها وهي تحمل صولجان أو سيف على رأسه أسود. وتم تصويرها أيضاً وهي محمولة من قبل لبوتين. تم ربطها بكوكبة العذراء. تم تسمية جبل في كوكب الزهرة بإسمها.